# Krajšava
Krajšave so v jezikoslovju kratice, formule, simboli in okrajšave. Mednje lahko kot ločeni kategoriji prištevamo še kratična poimenovanja in okrnjenke.

### Kratice
Kratice so krajšave, ki nastanejo s krnitvijo večbesedne zveze, nato pa se njeni ostanki sklopijo, npr. R(deči) k(riž) – RK, n(ogometni) k(lub) – NK ... V glavnem jih pišemo z velikimi tiskanimi črkami in so moškega spola ednine. Izjeme so kratice na nenaglašeni -a, ki so ženskega spola ednine in jih sklanjamo (npr. CIA), izjemoma pa so lahko v množini in jih ne sklanjamo (npr. ZDA).

### Kemijske formule in simboli
Formule in simbole pišemo po dogovoru z velikimi in malimi črkami (npr. H2O – vodikov oksid, NaCl – natrijev klorid, t – čas). Formule beremo črkovalno (CO [ceó]), simbole pa črkovalno le pri narekovanju, sicer jih beremo kot prvotna poimenovanja, pogosto jih tudi prevajamo (H = vodik, t = čas).

### Okrajšave
Okrajšave so okrajšano zapisane besede ali besedne zveze in jih zapišemo s piko (oz. = oziroma, t. i. = tako imenovani ...). Pri branju jih besedno razvezujemo.

### Kratična poimenovanja
Kratična poimenovanja so prvotno kratice, ki zaradi pogoste uporabe in podobnosti s pravimi besedami prehajajo med besedje, npr. aids (iz angl. A(cquired) I(mmune) D(eficiency) S(yndrome) = sindrom pridobljene imunske pomanjkljivosti) ali Nato (iz angl. N(orth) A(tlantic) T(reaty) O(rganization) = Severnoatlantska obrambna organizacija).

### Okrnjenke
Okrnjenke so kratke oblike daljših besed, npr. Črt za Črtomir.